# Geografia Algierii

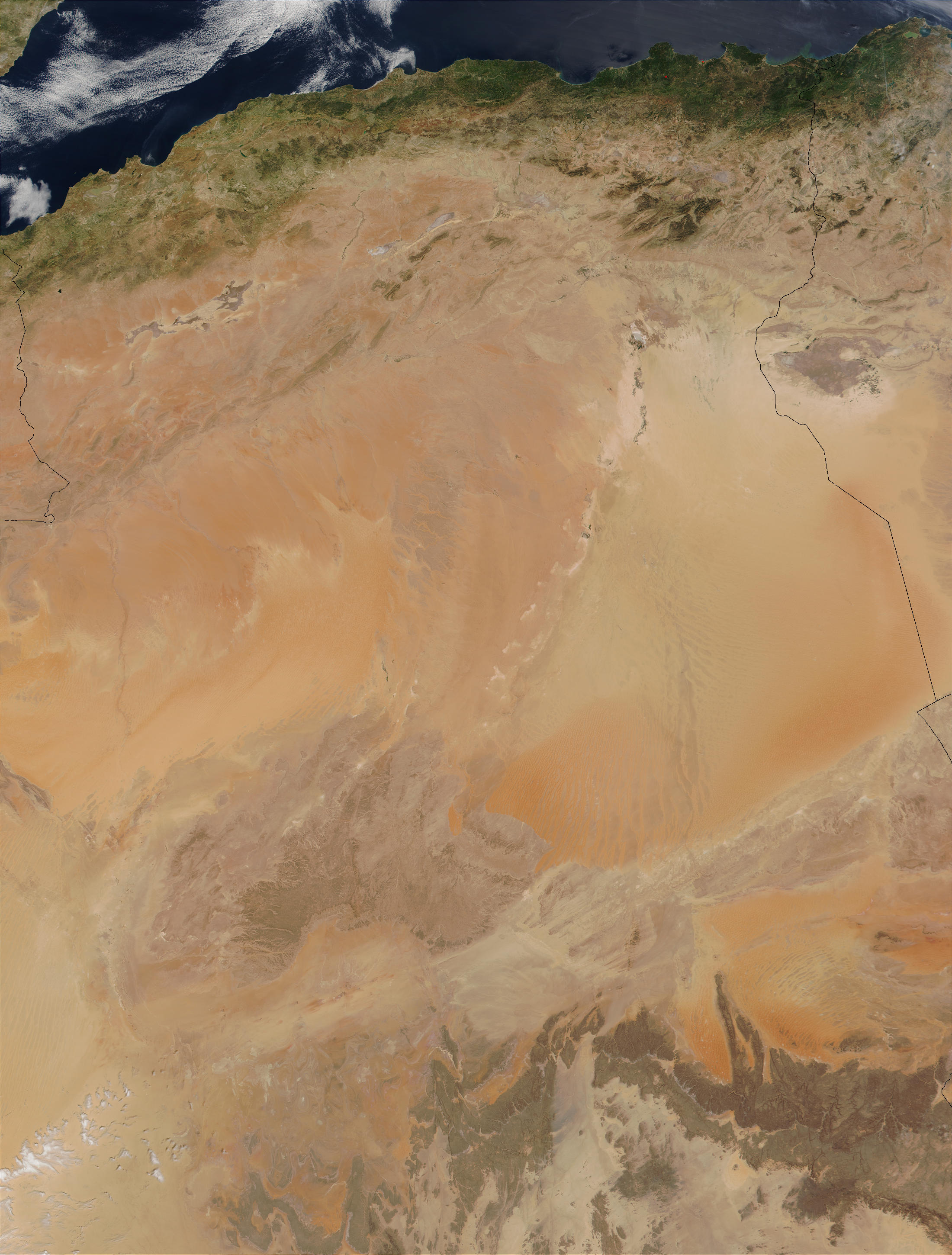
Algieria

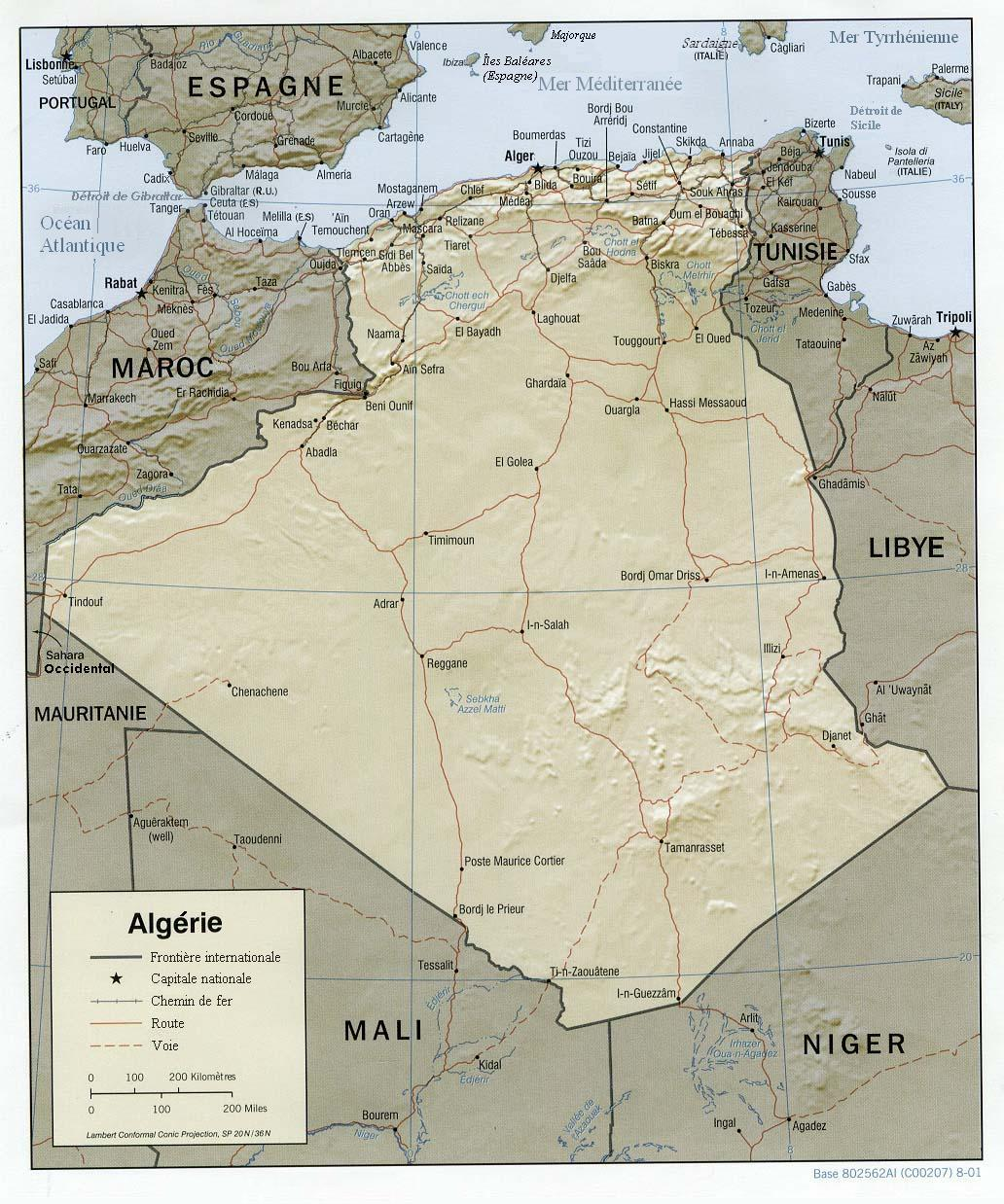
Algieria

Algieria położona jest w Afryce Północnej, nad Morzem Śródziemnym, między Marokiem a Tunezją. Powierzchnia kraju obejmuje obszar równy 2 381 741 km², z czego 4/5 stanowią pustynie. Jest pierwszym co do wielkości krajem w Afryce. Arabska nazwa kraju, Al-Dżazair (wyspy), pochodzi od nazwy stolicy Algierii – Algieru – która w języku arabskim jest nazywana właśnie Al-Dżazair. Algier zawdzięcza swą arabską nazwę małym wysepkom, które znajdowały się u wybrzeży kraju. Morze Śródziemne jest oddzielone od Sahary pasem gór, dolin oraz płaskowyżów, które stanowią część obszaru północnej Afryki, zwanej Maghrebem. Region ten obejmuje również Maroko, Tunezję oraz część Libii.

## Powierzchnia i granice
- całkowita: 2 381 741 km²
- lądowa: 2 381 741 km²
- wodna: 0 km²

Granice lądowe:
całkowita długość granic: 6343 km
długość z poszczególnymi państwami:
- Libia 982 km,
- Mali 1376 km,
- Mauretania 463 km,
- Maroko 1559 km,
- Niger 956 km,
- Tunezja 965 km,
- Sahara Zachodnia 42 km.

Linia brzegowa: 998 km
Szerokość akwenów morskich:
- powierzchnia połowów: 32-52 mil morskich
- wody należące do kraju: 12 mil morskich

## Budowa geologiczna i rzeźba
Ukształtowanie powierzchni jest zróżnicowane. Północna część kraju jest górzysta, reszta zaś wyżynna z obniżeniem na północnym wschodzie w sąsiedztwie Tunezji. Południe kraju także jest górzyste. W kilku miejscach strefy nadbrzeżnej leżą niziny, które jednak szybko przechodzą w obszary wyżynne.
Średnia wysokość dla Algierii to 500 m n.p.m. Najwyższym szczytem jest Tahat w górach Ahaggar na południu kraju. Jego wysokość wynosi 2918 m n.p.m. Masyw Ahaggar jest krystalicznym górotworem zbudowanym ze skał prekambryjskich, poprzecinanych licznymi młodszymi uskokami. Z Ahaggaru biorą początek największe uedy na świecie, prowadzące na południe, aż do środkowego biegu Nigru. Większa część państwa pokryta jest płaskowyżami i wyżynnymi równinami z miejscowymi obniżeniami. Północna i zachodnia część tych wyżynnych terenów jest zajęta przez pustynie. Największą z nich jest Wielki Erg Zachodni (pow. 78 tys. km²), będący pustynią piaszczystą. W Algierii leżą także pustynie jak Irk Ikidi i Erg Szasz. Pustynne równiny mają monotonny charakter. Południowe obszary przed masywem Ahaggaru pokryte są miejscami udeami. Liczne uedy występują także po zachodniej stronie masywu. Dzięki pustynnemu klimatowi na terenie Algierii zachowane są cztery kratery uderzeniowe: Tin Bider, Warkziz, Talamzan i Amkid.
Na wschodzie, w pobliżu granicy z Tunezją teren obniża się, tworząc rozległą nizinę, w północnej części wypełnioną słonymi jeziorami. Także między Atlasem Saharyjskim a Tellskim, na Wyżynie Szottów, można spotkać liczne słone jeziora i słone bagna wypełniające się wodą w czasie zimowych deszczów.
Północ kraju zdominowana jest poza Wyżyną Szottów przez dwa równoległe do siebie pasma górskie – Atlas Tellski na północy i Atlas Saharyjski na południu, po drugiej stronie wyżyny. Góry Atlas są młodymi fałdowymi masywami o średniej wysokości 1500 m n.p.m. Najwyższy szczyt algierskiej części pasma leży w Atlasie Saharyjskim – jest to Dżabal Aurus o wysokości 2328 m n.p.m. Szczyt ten wznosi się na wschodnim przedłużeniu Atlasu. Góry mają pustynny charakter.
Linia brzegowa Algierii jest słabo rozwinięta. Przeważają tylko rozległe zatoki, które są rozdzielone skalistymi cyplami. Sama linia brzegowa jest w większości skalista i klifowa, nawet wnętrza zatok są niedostępne. Mało jest odcinków piaszczystych i plażowych.

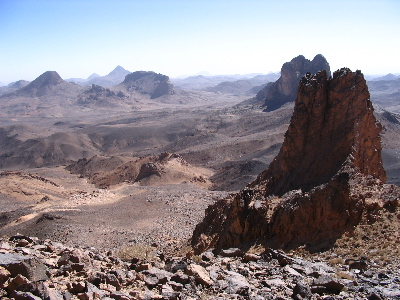
Wyżynne pustkowia

## Klimat
Klimat Algierii podzielony jest na dwie strefy klimatyczne – klimat śródziemnomorski w pasie nadmorskim i Atlasie Tellskim oraz klimat zwrotnikowy z kontynentalną odmianą w pozostałej części kraju. Nad terytorium Algierii zalegają dwie masy powietrza – suche powietrze zwrotnikowe nad terenami pustynnymi aż do gór Atlasu i powietrze polarno-morskie. Masa polarno-morska występuje zimą nad strefą nadmorską, a wraz z nastaniem wiosny zostaje wypchnięta przez nadciągające z południa masy zwrotnikowe. Utrzymują się one od maja do końca września, później klimat nad obszarami nadbrzeżnymi zmienia się i jest zbliżony do klimatu umiarkowanego.
Temperatury uzależnione są od szerokości geograficznej i od wysokości słońca. Pomijając masywy Atlasu, średnia temperatura rośnie w kierunku południowym. Zmieniają się także amplitudy.
W strefie nadmorskiej, będącej pod wpływami klimatu śródziemnomorskiego, amplitudy są niskie, zarówno roczne, jak i dobowe. Zimą średnia temperatura dobowa utrzymuje się na poziomie 10 °C. Latem jest cieplej, jednak upalnych dni jest niewiele. Letnie dni cechują się zazwyczaj temperaturami od 30 do 34 °C, w nocy spadają do 23–25 °C. Nieco inaczej jest w górach, gdzie wraz z wysokością temperatury spadają. Zimą w Atlasie Tellskim jest na tyle chłodno, że przez kilka tygodni utrzymuje się śnieg. Za strefą gór temperatury rosną. Zimą jest dosyć chłodno, z nocnymi przymrozkami. Średnia temperatura utrzymuje się tam na poziomie 10–12 °C. Latem jest upalnie, średnia temperatura dla pustynnych równin to 32 °C, a wartość ta rośnie w miarę przesuwania się na południe. Najwyższa jest w rejonie przygranicznym Mali i sięga 38 °C. Dobowe amplitudy są wysokie. Temperatury w dzień w godzinach południowych i popołudniowych przekraczają 40 °C. Na samym południu osiągają i czasami przekraczają 50 °C. W nocy robi się zimno, powietrze nad pustynią algierską ochładza się do 15 °C, a nawet do 10 °C. W okresie letnim nie występują przymrozki. Algieria zaliczana jest do najgorętszych miejsc na ziemi – zwłaszcza latem, gdy z południowego zachodu wieje gorący wiatr sirocco. Podnosi on gwałtownie temperaturę i zapylenie powietrza. Wiatr dociera także do wybrzeża.
Opady deszczu w Algierii pochodzą z niżów barycznych, pojawiających się nad północną częścią kraju w okresie zimowym. Algieria jest jednym z najsuchszych miejsc na Ziemi. O ile rejonach górskich Atlasu Tellskiego opady przekraczają 1000 mm, o tyle na południe od łańcuchów górskich deszcze są skąpe lub nie występują. Średni opad w środkowej części kraju jest niższy od 100 mm. W niektórych okresach deszcz nie pada przez cały rok. Deszcze na terenach pustynnych mają charakter krótkotrwałej ulewy. Tylko rejon gór Ahaggar otrzymuje 100 mm lub więcej. Jednak wartości nigdy nie osiągają 200 mm. Na wybrzeżu pada głównie zimą i późną jesienią. Deszcze zanikają wraz z nastaniem wiosny. Opady oscylują tam w granicach 400 mm. Na wschodnie pada więcej, maksymalnie 800 mm.

## Wody
Zasobność wód powierzchniowych w kraju jest ograniczona z powodu słabych opadów deszczu. Tylko na północy w rejonie nadmorskim oraz w Atlasie Tellskim płyną rzeki. Jednak i tam latem większość z nich wysycha. Wysycha nawet największa rzeka Algierii – Wadi asz-Szalif o długości ok. 700 km. Rzeka uchodzi do Morza Śródziemnego w zachodniej części kraju. Reszta to typowe rzeki okresowe. Większość z nich to cieki epizodyczne. Żywotność tych wód wynosi do kilku tygodni na rok, a czasami doliny pozostają suche przez kilka lat. Dużo rzek o charakterze okresowym wypływa z południowych stoków Atlasu. Po przepłynięciu kilkudziesięciu kilometrów giną one w piaskach pustyni.
Zasobność wód podziemnych jest duża, jednak ich odnawialność jest bardzo niska. Wody podziemne znajdują się na różnych głębokościach i w skałach pochodzących z różnych okresów. Najzasobniejsze wody pochodzą z Tuggurtu, gdzie są cztery poziomy wodonośne. Najgłębszy zalega na głębokości 2000 m.

## Gleby
Warstwa glebowa występuje jedynie w północnej części kraju. Przeważają tam kambisole, brązowe niezbyt żyzne gleby. W górach występują leśne gleby brunatne. Z powodu wyługowania, gleby zaliczane są luwisoli. Na Wyżynie Szottów żyzność gleb jest jeszcze niższa. Zalegają tam ubogie, piaszczyste gleby cynamonowe (kserosole). Poza tymi obszarami gleb nie ma. Większość obszarów pustynnych pokrytych jest piaskami, żwirem lub nagą skałą.

## Flora

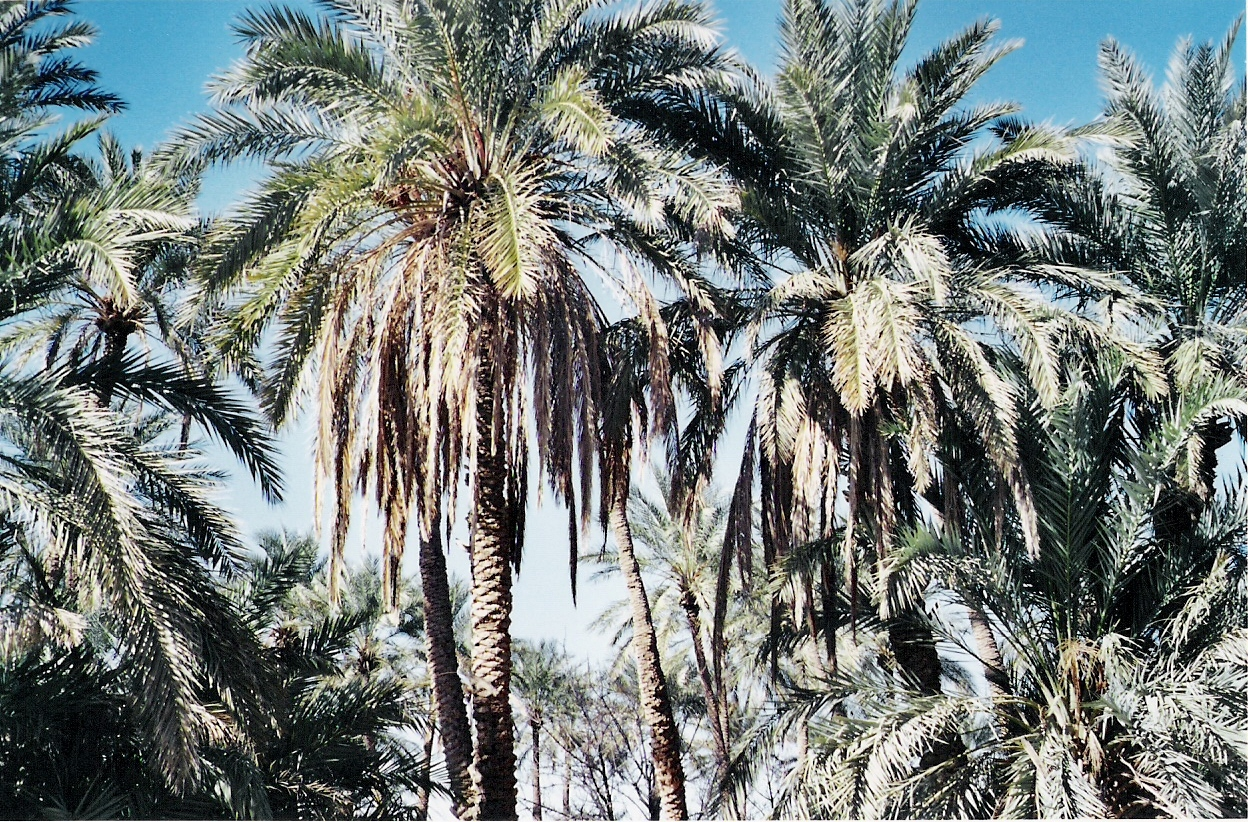
Gaj palmowy w północnej Algierii

Świat roślinny Algierii jest bardzo ubogi, wiąże się to nie tylko z samym klimatem, ale brakiem urodzajnych gleb. W strefie pustynnej gleb praktycznie nie ma. Wielkie przestrzenie kraju pokryte są wydmami, płaskimi równinami pokrytymi żwirem i skałami. To wszystko sprawia, że szata roślinna jest uboga. Na pustyni można spotkać rzadko rosnącą roślinność efemeryczną, suche trawy i kolczaste krzewy, przystosowane do surowych warunków pustyni. Tylko uedy posiadają bogatszą szatę roślinną, co wiąże się z obecnością wody. Na obszarach rzek okresowych, można też spotkać takie gatunki jak róża jerychońska, tamaryszek oraz niskie drzewa, takie jak akacje. W nielicznych oazach rosną palmy. Te z kolei w większych skupiskach można spotkać w północnej części kraju, zwłaszcza w strefie nadbrzeżnej. W miastach często sadzone są palmy, m. in daktylowce, a także charakterystyczne niskie karłatki. W wielu miejscach, które zaliczane są do obszarów pustynnych, czyli na niemal 80% powierzchni kraju, roślinność ma charakter okresowy.
Im wyżej i wilgotniej, tym roślinność jest bujniejsza. Wyżynę Szottów pokrywa step bylicowy. Miejsca słone, tzw. szotty, porastają słonorośla. Atlas Saharyjski jest rzadko porośnięty pistacjami, drzewiastymi jałowcami oraz akacjami. W Atlasie Tellskim zachowały się obszary leśne, mocno wyniszczone przez ludzi na przestrzeni setek lat. Wciąż jednak można spotkać lasy dębowe (dęby ostrolistne i korkowe), poza dębami rosną drzewa świętojańskie (Ceretonia siliqua). Na obszarach bardziej suchych na północy Algierii występują bory sosnowe z przeważającym gatunkiem sosny alepskiej. Wysoko w górach rosną także cedry atlantyckie. Ekosystem leśny zajmuje łącznie 2% powierzchni kraju, czyli około 40 tysięcy km².

## Fauna

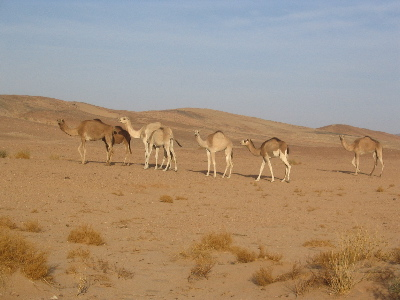
Stado wielbłądów

Świat zwierząt także jest zdegradowany przez działalność człowieka. Duże gatunki spotyka się bardzo rzadko. W górach żyją dziki i szakale złociste, a na Saharze nielicznie gazele. Na południowych krańcach występują antylopy oryks i adaks. Wśród zwierząt drapieżnych wymienić można lisa pustynnego – fenka. Spotkać można także gepardy. W górach Ahaggaru żyją owce grzywiaste. W całym kraju spotykane są niebezpieczne dla człowieka skorpiony, a także jadowite węże. Głównym przedstawicielem jest żmija rogata. Często wykorzystywane przez człowieka są tutejsze wielbłądy.